# Leptodeira rubricata
Leptodeira rubricata är en ormart som beskrevs av Cope 1893. Leptodeira rubricata ingår i släktet Leptodeira och familjen snokar.
Artens utbredningsområde är Costa Rica och Panama. Honor lägger ägg. Inga underarter finns listade i Catalogue of Life.